# Xiye Bastida
Xiye Bastida Patrick (Atlacomulco, 18 aprile 2002) è un'attivista messicana, appartenente alla comunità indigena degli Otomi.
È una delle principali organizzatrici di Fridays for Future di New York ed è stata una voce di spicco per la visibilità degli indigeni e degli immigrati nell'attivismo climatico . Fa parte del comitato amministrativo del People's Climate Movement ed è stata membra del Sunrise Movement e dell'Extinction Rebellion. È stata cofondatrice di Re-Earth Initiative, un’organizzazione internazionale senza scopo di lucro che è inclusiva e intersezionale “proprio come dovrebbe essere il movimento per il clima”. Xiye si pronuncia "she-yeh", (AFI: [ʃi-jɛ]) che significa "non disponibile".

## Biografia
Bastida è nata ad Atlacomulco, Messico; suo padre Mindahi e sua madre Geraldine sono anch'essi attivisti ambientalisti. È cresciuta nella città di San Pedro Tultepec a Lerma. Suo padre è di discendenza Otomi mentre sua madre è cilena con origini celtiche. Bastida detiene attualmente la doppia cittadinanza messicana e cilena.
Nel 2015 Bastida e la sua famiglia si sono trasferiti a New York dopo che un'inondazione estrema ha colpito la città di San Pedro Tultepec, dopo tre anni di siccità.
Bastida ha frequentato la Beacon High School e nel 2020 si è iscritta all'Università della Pennsylvania.

## Attivismo
Bastida ha iniziato il suo attivismo con una associazione ambientalista che organizzò proteste ad Albany e al municipio di New York e fece pressioni per l'approvazione del Climate and Community Leaders Protection Act (CLCPA) e il Dirty Buildings Bill. È stato allora che ha sentito parlare di Greta Thunberg e dei suoi scioperi per il clima.
Bastida ha tenuto un discorso sulla cosmologia indigena al 9º Forum mondiale delle Nazioni Unite e nel 2018 è stata insignita del premio “Spirit of the UN”.
Bastida ha guidato la sua scuola superiore, The Beacon School, nel primo grande sciopero per il clima a New York il 15 marzo 2019. Lei e Alexandria Villaseñor hanno salutato ufficialmente Thunberg al suo arrivo dall'Europa nel settembre 2019 per partecipare al vertice delle Nazioni Unite sul clima. Xiye è stata soprannominata "la Greta Thunberg d'America", tuttavia ha affermato che "chiamare i giovani attivisti la 'Greta Thunberg' del loro paese sminuisce l'esperienza personale e le lotte individuali di Greta".
Nel dicembre 2019 la rivista statunitense [[Teen Vogue] ha pubblicato un cortometraggio documentario dal titolo We Rise on Bastida. Bastida ha anche collaborato con 2040 film per creare un breve video intitolato Imagine the Future che immagina come potrebbero apparire i paesaggi in futuro.
Bastida ha contribuito a All We Can Save, un'antologia di donne che scrivono sul cambiamento climatico. Recentemente è intervenuta al Leadership Summit on Climate ospitato dall’amministrazione Biden pronunciando un discorso che esorta i leader mondiali a partecipare maggiormente all’attivismo climatico.
Pur non potendo votare negli Stati Uniti poiché non è cittadina americana, Bastida ha indicato il sostegno alla senatrice del [Massachusetts]] Elizabeth Warren nelle elezioni presidenziali negli Stati Uniti d'America del 2020, pur sottolineando il bipartisanship del movimento per il clima.

## Premi e riconoscimenti
Nel 2018 Bastida è stata insignita del premio “Spirit of the UN” e nel 2023 è stata inserita nell'elenco TIME100 Next della rivista Time come leader emergente.

## Filmografia
- We Rise (2019)
- Imagine the future (2020)